# Repubblica Dominicana ai Giochi della XXIX Olimpiade
La Repubblica Dominicana ha partecipato ai Giochi della XXIX Olimpiade di Pechino, svoltisi dall'8 al 24 agosto 2008, con una delegazione di 24 atleti.

## Medaglie
| Medaglia | Atleta            | Sport     | Evento              |
| -------- | ----------------- | --------- | ------------------- |
| Oro      | Manuel Félix Díaz | Pugilato  | Pesi welter leggeri |
| Argento  | Gabriel Mercedes  | Taekwondo | 58 kg maschile      |

## Atletica leggera
| Gara                  | Atleta                                                        | Batterie | Batterie | Semifinali | Semifinali | Finale | Finale |
| Gara                  | Atleta                                                        | Tempo    | Pos.     | Tempo      | Pos.       | Tempo  | Pos.   |
| --------------------- | ------------------------------------------------------------- | -------- | -------- | ---------- | ---------- | ------ | ------ |
| 400 m                 | Arismendy Peguero                                             | 46"28    | 6        |            |            |        |        |
| 400 m ostacoli        | Félix Sánchez                                                 | 51"10    | 5        |            |            |        |        |
| Staffetta 4x400 metri | Carlos Yohelin Santa Arismendy Peguero Pedro Mejia Yoel Tapia |          |          | 3'04"31    | 8          |        |        |

## Judo
| Gara            | Atleta                  | Tabellone principale                   | Tabellone principale                   | Tabellone principale | Tabellone principale | Tabellone principale | Ripescaggi                    | Ripescaggi | Ripescaggi | Ripescaggi |
| Gara            | Atleta                  | Sedicesimi                             | Ottavi                                 | Quarti               | Semifinali           | Finale               | 1º turno                      | Quarti     | Semifinali | Finale     |
| --------------- | ----------------------- | -------------------------------------- | -------------------------------------- | -------------------- | -------------------- | -------------------- | ----------------------------- | ---------- | ---------- | ---------- |
| 66 kg maschile  | Juan Jacinto            | Masato Uchishiba (Giappone) 0000-1001  |                                        |                      |                      |                      | Arash Miresmaeili (Iran) 0-11 |            |            |            |
| 100 kg maschile | Teófilo Diek            | Keith Morgan (Canada) 0000-1001        |                                        |                      |                      |                      |                               |            |            |            |
| 52 kg           | María Altagarcía García | Andressa Fernandes (Brasile) 0010-0001 | Kim Kyung-Ok (Corea del Sud) 0000-1003 |                      |                      |                      |                               |            |            |            |

## Nuoto
| Gara              | Atleta        | Batterie | Batterie | Semifinali | Semifinali | Finale | Finale |
| Gara              | Atleta        | Tempo    | Pos.     | Tempo      | Pos.       | Tempo  | Pos.   |
| ----------------- | ------------- | -------- | -------- | ---------- | ---------- | ------ | ------ |
| 50 m stile libero | Jacinto Ayala | 22"57    | 34       |            |            |        |        |

## Pugilato
| Gara                | Atleta                 | Sedicesimi                          | Ottavi                           | Quarti                        | Semifinali                     | Finale                              |
| ------------------- | ---------------------- | ----------------------------------- | -------------------------------- | ----------------------------- | ------------------------------ | ----------------------------------- |
| Pesi mosca leggeri  | Winston Mendez         | Suleiman Bilali (Kenya) 9-3         | Amnat Ruanroeng (Thailandia) 3-7 |                               |                                |                                     |
| Pesi mosca          | Juan Carlos Payano     | Jerome Thomas (Francia) 10-6        | Vincenzo Picardi (Italia) 4-8    |                               |                                |                                     |
| Pesi piuma          | Roberto Navarro        | Luis Enrique Porozo (Ecuador) 3-+3  |                                  |                               |                                |                                     |
| Pesi welter leggeri | Manuel Félix Díaz      | Eduard Hambardzumyan (Armenia) 11-4 | Johnny Joyce (Irlanda) +11-11    | Morteza Sepahvand (Iran) 11-6 | Alexis Vastine (Francia) 12-10 | Manus Boonjumnong (Thailandia) 12-4 |
| Pesi welter         | Gilbert Lenin Castillo | Olexandr Strets'kyy (Ucraina) 6-9   |                                  |                               |                                |                                     |
| Pesi medi           | Argenis Casimiro Núñez | bye                                 | Alfonso Blanco (Venezuela) 7-18  |                               |                                |                                     |

## Sollevamento pesi
| Gara  | Atleta              | Strappo | Strappo | Slancio | Slancio | Totale | Posizione |
| Gara  | Atleta              | Ris.    | Pos.    | Ris.    | Pos.    | Totale | Posizione |
| ----- | ------------------- | ------- | ------- | ------- | ------- | ------ | --------- |
| 53 kg | Yudelquis Maridalin | 93      | 4       | 111     | 5       | 204    | 5         |

## Taekwondo
| Gara  | Atleta           | Tabellone principale         | Tabellone principale           | Tabellone principale            | Tabellone principale | Ripescaggi | Ripescaggi                    |
| Gara  | Atleta           | Ottavi                       | Quarti                         | Semifinali                      | Finale               | Semifinali | Finale                        |
| ----- | ---------------- | ---------------------------- | ------------------------------ | ------------------------------- | -------------------- | ---------- | ----------------------------- |
| 58 kg | Gabriel Mercedes | Pedro Póvoa (Portogallo) 3-0 | Chu Mu-Yen (Taipei cinese) 3-2 | Juan Antonio Ramos (Spagna) 3-2 |                      |            | Guillermo Pérez (Messico) 1-1 |

## Tennis tavolo
| Gara              | Atleta            | Preliminari                                              | Turno 1                                                       | Turno 2                                                  | Turno 3                                                 | Turno 4                                                          | Quarti                                     | Semifinali | Finale |
| ----------------- | ----------------- | -------------------------------------------------------- | ------------------------------------------------------------- | -------------------------------------------------------- | ------------------------------------------------------- | ---------------------------------------------------------------- | ------------------------------------------ | ---------- | ------ |
| Singolo maschile  | Luis Lin Ju       | bye                                                      | Tiago Apolonia (Portogallo) 4-1 (2-11 13-11 11-4 11-5 12-10)  | Adrian Crisan (Romania) 1-4 (4-11 2-11 7-11 11-9 6-11)   |                                                         |                                                                  |                                            |            |        |
| Singolo femminile | Jenifer Qian Lian | Victorine Agum Fomum (Camerun) 4-0 (11-3 11-1 11-6 11-5) | Komwong Nanthana (Thailandia) 1-4 (11-7 5-11 6-11 6-11 10-12) |                                                          |                                                         |                                                                  |                                            |            |        |
| Singolo femminile | Nieves Xue        | bye                                                      | bye                                                           | Stephanie Xu Sang (Australia) 4-0 (11-5 13-11 11-9 11-6) | Yue Gu Wang (Singapore) 4-1 (11-9 9-11 11-2 11-8 12-10) | Jun Gao (Stati Uniti) 4-3 (12-10 11-8 6-11 11-3 8-11 12-14 11-9) | Yue Guo (Cina) 0-4 (5-11 14-16 11-13 5-11) |            |        |

### Gara a squadre femminile
La squadra femminile era formata da Jenifer Qian Lian, Nieves Xue e Johenny Valdez.

#### Prima fase
| Pechino 13 agosto 2008, ore 10:00 | Austria                 | 3 – 0 | Rep. Dominicana | Peking University Gymnasium\| Arbitro: \| Luo Jing, Zhang Yingqiu \| |
| Arbitro:                          | Luo Jing, Zhang Yingqiu |       |                 |                                                                      |

| Pechino 13 agosto 2008, ore 19:30 | Cina                        | 3 – 0 | Rep. Dominicana | Peking University Gymnasium\| Arbitro: \| Marco Gomez, Leonor Demario \| |
| Arbitro:                          | Marco Gomez, Leonor Demario |       |                 |                                                                          |

| Pechino 14 agosto 2008, ore 14:30 | Croazia            | 3 – 1 | Rep. Dominicana | Peking University Gymnasium\| Arbitro: \| Xu Ying, Zhao Ying \| |
| Arbitro:                          | Xu Ying, Zhao Ying |       |                 |                                                                 |

| Squadra         | P.ti | G | V | P | GV | GP |
| --------------- | ---- | - | - | - | -- | -- |
| Cina            | 6    | 3 | 3 | 0 | 9  | 0  |
| Austria         | 5    | 3 | 2 | 1 | 6  | 3  |
| Croazia         | 4    | 3 | 1 | 2 | 3  | 7  |
| Rep. Dominicana | 3    | 3 | 0 | 3 | 1  | 9  |

## Tiro
| Gara  | Atleta                          | Qualificazioni | Qualificazioni | Finale    | Finale       | Finale |
| Gara  | Atleta                          | Punteggio      | Pos.           | Punteggio | Punt. totale | Pos.   |
| ----- | ------------------------------- | -------------- | -------------- | --------- | ------------ | ------ |
| Skeet | Julio Elizardo Dujarric Lembcke | 110            | 31             |           |              |        |

## Vela
| Gara           | Atleta      | Regata | Regata | Regata | Regata | Regata | Regata | Regata | Regata | Regata | Regata     | Regata | Punteggio | Pos. |
| Gara           | Atleta      | 1      | 2      | 3      | 4      | 5      | 6      | 7      | 8      | 9      | 10         | M      | Punteggio | Pos. |
| -------------- | ----------- | ------ | ------ | ------ | ------ | ------ | ------ | ------ | ------ | ------ | ---------- | ------ | --------- | ---- |
| Laser maschile | Raul Aguayo | 37     | 30     | 35     | 38     | 34     | 28     | 29     | 36     | 29     | cancellata |        | 258       | 40   |